# Wijken en buurten in Pekela
De Nederlandse gemeente Pekela is voor statistische doeleinden onderverdeeld in wijken en buurten. De gemeente is verdeeld in de volgende statistische wijken:
- Wijk 00 (CBS-wijkcode:076500)
- Wijk 01 (CBS-wijkcode:076501)

Een statistische wijk kan bestaan uit meerdere buurten. Onderstaande tabel geeft de buurtindeling met kentallen volgens het Centraal Bureau voor de Statistiek (2008):
| CBS-buurtcode | Buurtnaam                       | Inwonertal | Opp. totaal (ha) | Opp. land (ha) | Ligging                |
| ------------- | ------------------------------- | ---------- | ---------------- | -------------- | ---------------------- |
| BU07650000    | Oude Pekela                     | 7990       | 981              | 962            | Locatie in de gemeente |
| BU07650009    | Verspreide huizen Oude Pekela   | 530        | 960              | 959            | Locatie in de gemeente |
| BU07650100    | Nieuwe Pekela                   | 4060       | 1127             | 1109           | Locatie in de gemeente |
| BU07650101    | Boven-Pekela                    | 570        | 765              | 758            | Locatie in de gemeente |
| BU07650109    | Verspreide huizen Nieuwe Pekela | 120        | 1188             | 1122           | Locatie in de gemeente |